# Gerhard Langer
Gerhard Josef Langer (* 27. Mai 1960 in Schwarzach im Pongau) ist ein österreichischer katholischer Theologe und Judaist.

## Werdegang

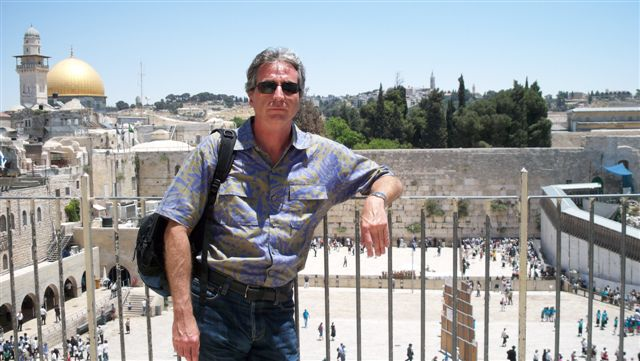
Gerhard Langer (2008)

Langer studierte von 1978 bis 1983 Theologie, Altsemitische Philologie und Judaistik an den Universitäten Salzburg und Wien. Nach dem Schuldienst war Langer zunächst Universitätsassistent am später so genannten Institut für Alttestamentliche Bibelwissenschaft und Judaistik (heute: Fachbereich für Bibelwissenschaft und Kirchengeschichte) und wurde 1988 mit einer Arbeit über die Rezeption von Dtn 12 im frühen Judentum zum Dr. theol. promoviert. 1996 erfolgte die Habilitation (,Durch dein Blut lebe!’ Ez 16 in der rabbinischen Rezeption). Langer war am Salzburger Institut für die Betreuung der Judaistik zuständig, seit 1997 als außerordentlicher Professor.
Nach Professurvertretungen in Luzern und Freiburg im Breisgau übernahm Langer von 2004 bis 2010 die Leitung des von ihm maßgeblich aufgebauten Zentrums für Jüdische Kulturgeschichte an der Universität Salzburg. 2010 wurde Langer als Universitätsprofessor für Geschichte, Religion und Literatur des Judentums in rabbinischer Zeit an die Universität Wien berufen.
Langer ist im Leitungsteam des universitären Forschungszentrums Religion and Transformation in Contemporary Society in Wien.
Er ist Mitherausgeber der Reihe Poetik, Exegese und Narrative (Vienna University Press, Göttingen: Vandenhoeck&Ruprecht). Langer ist im Board verschiedener Zeitschriften und Reihen.

## Forschungsschwerpunkte
Langer befasst sich intensiv mit allen Aspekten der jüdischen Kulturgeschichte und Identitätsbildung, vor allem in der Antike, sowie mit rabbinischer Auslegung und dem Judentum in der Literatur. Er hat eine Reihe von rezeptionsgeschichtlichen Untersuchungen zu biblischen Texten vorgelegt und ist besonders in der Diasporaforschung durch Beiträge hervorgetreten. Außerdem beschäftigt sich Langer mit der Aufarbeitung von christlichem Antijudaismus und Vergangenheitsbewältigung. 2018 ist sein erster Kriminalroman mit dem Wiener Ermittler Michael Winter erschienen.

## Publikationen (Auswahl)
- Von Gott erwählt – Jerusalem. Die Rezeption von Dtn 12 im frühen Judentum, Klosterneuburg 1989.
- Das Drama des Bundes. Ezechiel 16 in rabbinischer Perspektive, Freiburg u. a. 1997.
- mit Matthias Millard (Hrsg.): Bibel und Midrasch. Zur Bedeutung der rabbinischen Exegese für die Bibelwissenschaft, Tübingen 1998.
- mit Armin Eidherr und Karl Müller (Hrsg.): Diaspora – Exil als Krisenerfahrung. Jüdische Bilanzen und Perspektiven (Zwischenwelt 10), Klagenfurt 2006.
- Menschen-Bildung. Rabbinisches zu Lernen und Lehren jenseits von PISA (Stabwechsel 3), Wien-Köln-Weimar: Böhlau 2012.
- Midrasch (Lehrbuchreihe Jüdische Studien; UTB). Tübingen: Mohr Siebeck 2016, 368 Seiten, ISBN 978-3-8252-4675-4. UTB Band 4675
- "Let the Wise Listen and Add to Their Learning" (Prov 1:5). Festschrift for Günter Stemberger on the Occasion of his 75th Birthday (mit Constanza Cordoni) (Studia Judaica 90). Berlin – Boston: de Gruyter 2016.
- Hat der jüdisch-christliche Dialog Zukunft (mit Edith Petschnigg und Irmtraud Fischer) (Poetik, Exegese und Narrative 9). Göttingen 2017.
- Am Ende schuf der Mensch ... Edition Tandem, 2010 (Kriminalroman).
- Gnädig ist der Tod. München: Goldmann 2018 (Kriminalroman).